# Mumbai Suburban
Mumbai Suburban (marathi: मुंबई उपनगर जिल्हा, ang.: Mumbai Suburban district) – dystrykt obejmujący przedmieścia miasta Mumbaj, jeden z trzydziestu pięciu dystryktów stanu Maharasztra w Indiach, o powierzchni 534 km². Stolicą dystryktu jest miasto Bandra.

## Położenie
Położony jest na zachodnim wybrzeżu tego stanu i przylega do Morza Arabskiego. Na północy i wschodzie sąsiaduje z dystryktem Thane. Na południu graniczy z dystryktem Mumbai oraz dystryktem Raigad, od którego dzieli go Zatoka Thane.

## Rzeki
Rzeki przepływające przez obszar dystryktu :
- Dahisar
- Mithi
- Mahim
- Oshivara
- Poisar